# 千葉一幹
千葉 一幹（ちば かずみき、1961年5月19日 - ）は、日本の日仏比較文学者、日本近現代文学者、文芸評論家。大東文化大学教授。

## 人物・来歴
三重県生まれ。三重県立桑名高等学校卒、1984年東京大学文学部仏文科卒、1986年同大学院比較文学比較文化修士課程修了、1990年東京大学大学院総合文化研究科比較文学比較文化博士課程単位取得満期退学。1992年東北芸術工科大学講師、1995年「文学の位置─森鷗外試論」で群像新人文学賞受賞。1996年東北芸術工科大学助教授、2005年拓殖大学商学部教授、2014年大東文化大学文学部教授。2015年『宮沢賢治』で島田謹二記念学藝賞受賞。

## 著書
- 『賢治を探せ』講談社選書メチエ 2003
- 『クリニック・クリティック 私批評宣言』ミネルヴァ書房 2004
- 『『銀河鉄道の夜』しあわせさがし』みすず書房（理想の教室）2005
- 『宮沢賢治　すべてのさいはひをかけてねがう』ミネルヴァ書房（ミネルヴァ日本評伝選）、2014
- 『現代文学は「震災の傷」を癒やせるか:3・11の衝撃とメランコリー』ミネルヴァ書房 2019
- 『コンテクストの読み方 ―コロナ時代の人文学』(人文知の復興) NTT出版、2021
- 『失格でもいいじゃないの　太宰治の罪と愛』講談社選書メチエ、2023

### 共編著
- 『名作はこのように始まる Ⅰ』芳川泰久共編著 ミネルヴァ書房 2008
- 『名作は隠れている』千石英世共編 ミネルヴァ書房 2009。各・評論叢書〈文学の在り処〉別巻